# Garrett Atkins
Pour les articles homonymes, voir Atkins.
Garrett Atkins, né le 12 décembre 1979 à Orange (Californie) aux États-Unis, est un joueur américain de baseball évoluant en Ligue majeure de baseball depuis 2003. Il est présentement agent libre.

## Carrière
Après des études secondaires à l'University High School d'Irvine (Californie), Garrett Atkins est drafté le 3 juin 1997 par les Mets de New York. Il repousse l'offre et commence des études supérieures à UCLA où il porte les couleurs des UCLA Bruins.
Atkins rejoint les rangs professionnel après la draft du 5 juin 2000 au cours de laquelle il est sélectionné par les Rockies du Colorado.
Il passe trois saisons en Ligues mineures avant d'effectuer ses débuts en Ligue majeure le 3 août 2003.
Devenu agent libre après la saison 2009, Atkins s'engage pour une saison avec les Orioles de Baltimore le 17 décembre 2009.
Il signe en décembre 2010 un contrat des ligues mineures avec les Pirates de Pittsburgh mais est libéré vers la fin de l'entraînement de printemps.

## Statistiques
| Saison | Équipe    | G   | AB   | R   | H   | 2B  | 3B | HR | RBI | SB | BA    |
| ------ | --------- | --- | ---- | --- | --- | --- | -- | -- | --- | -- | ----- |
| 2003   | Colorado  | 25  | 69   | 6   | 11  | 2   | 0  | 0  | 4   | 0  | 0,159 |
| 2004   | Colorado  | 15  | 28   | 3   | 10  | 2   | 0  | 1  | 8   | 0  | 0,357 |
| 2005   | Colorado  | 138 | 579  | 62  | 149 | 31  | 1  | 13 | 89  | 0  | 0,287 |
| 2006   | Colorado  | 157 | 602  | 117 | 198 | 48  | 1  | 29 | 120 | 4  | 0,329 |
| 2007   | Colorado  | 157 | 605  | 83  | 182 | 35  | 1  | 25 | 111 | 3  | 0,301 |
| 2008   | Colorado  | 155 | 611  | 86  | 175 | 32  | 3  | 21 | 99  | 1  | 0,286 |
| 2009   | Colorado  | 126 | 354  | 37  | 80  | 12  | 1  | 9  | 48  | 0  | 0,226 |
| 2010   | Baltimore | 44  | 140  | 5   | 30  | 7   | 0  | 1  | 9   | 0  | 0,214 |
| Totaux | Totaux    | 817 | 2928 | 399 | 835 | 169 | 7  | 99 | 488 | 8  | 0,285 |

| Saison | Équipe   | G  | AB | R | H  | 2B | 3B | HR | RBI | SB | BA    |
| ------ | -------- | -- | -- | - | -- | -- | -- | -- | --- | -- | ----- |
| 2007   | Colorado | 11 | 40 | 6 | 7  | 3  | 0  | 1  | 3   | 0  | 0,175 |
| 2009   | Colorado | 4  | 13 | 0 | 3  | 2  | 0  | 0  | 2   | 0  | 0,231 |
| Totaux | Totaux   | 15 | 53 | 6 | 10 | 5  | 0  | 1  | 5   | 0  | 0,189 |

Note : G = Matches joués ; AB = Passages au bâton; R = Points ; H = Coups sûrs ; 2B = Doubles ; 3B = Triples ; 
HR = Coup de circuit ; RBI = Points produits ; SB = Buts volés ; BA = Moyenne au bâton.